# سرقلعه (ماهرو)
سرقلعه یک روستا در ایران است که در دهستان ماهرو در شهرستان الیگودرز استان لرستان واقع شده‌است.

## جمعیت
این روستا در بخش زز و ماهرو قرار دارد و براساس سرشماری مرکز آمار ایران در سال ۱۳۸۵، جمعیت آن ۱۹۹ نفر (۳۱ خانوار) بوده‌است.